# Manchester United FC

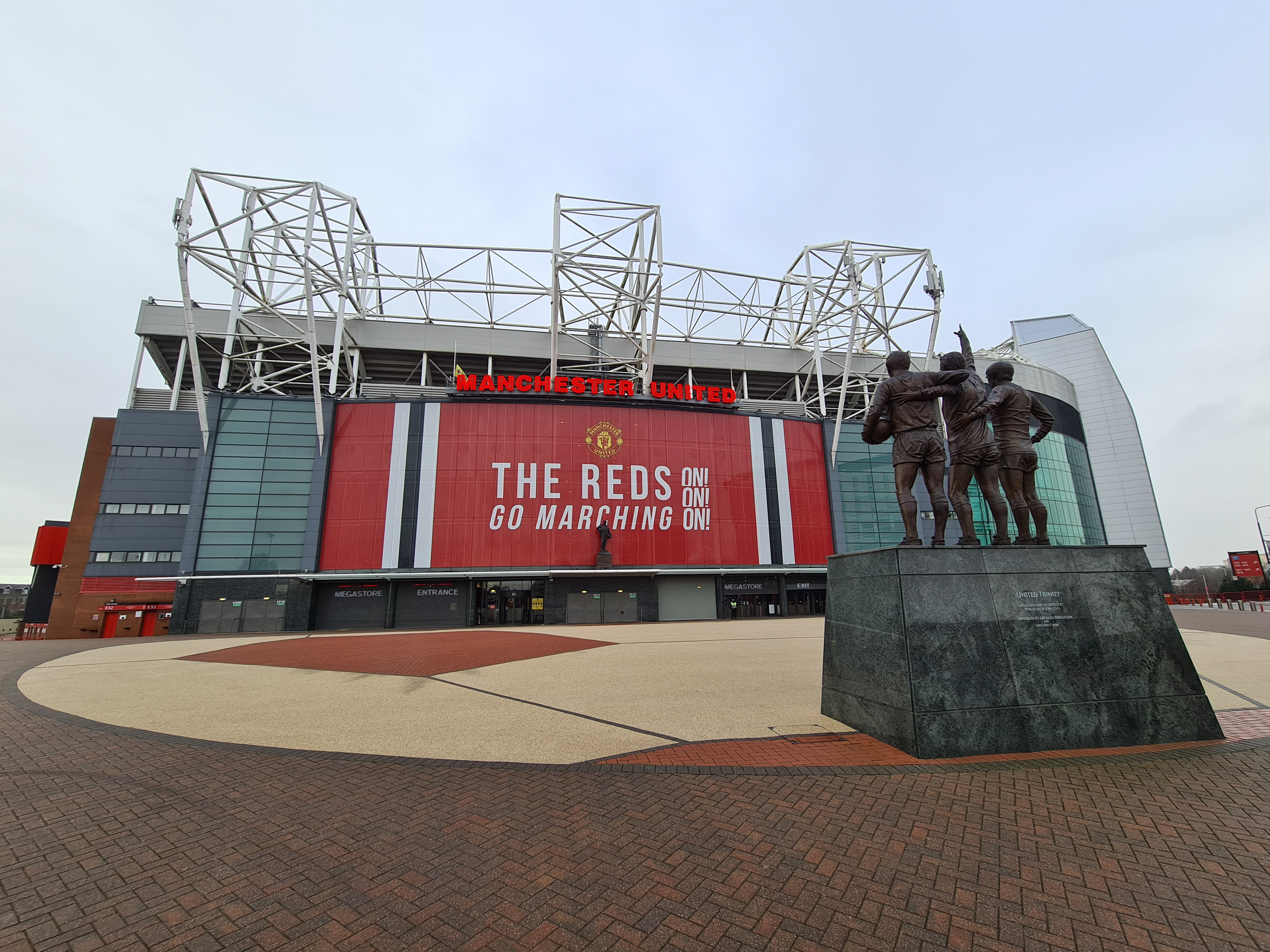
De hoofdingang van het voetbalstadion

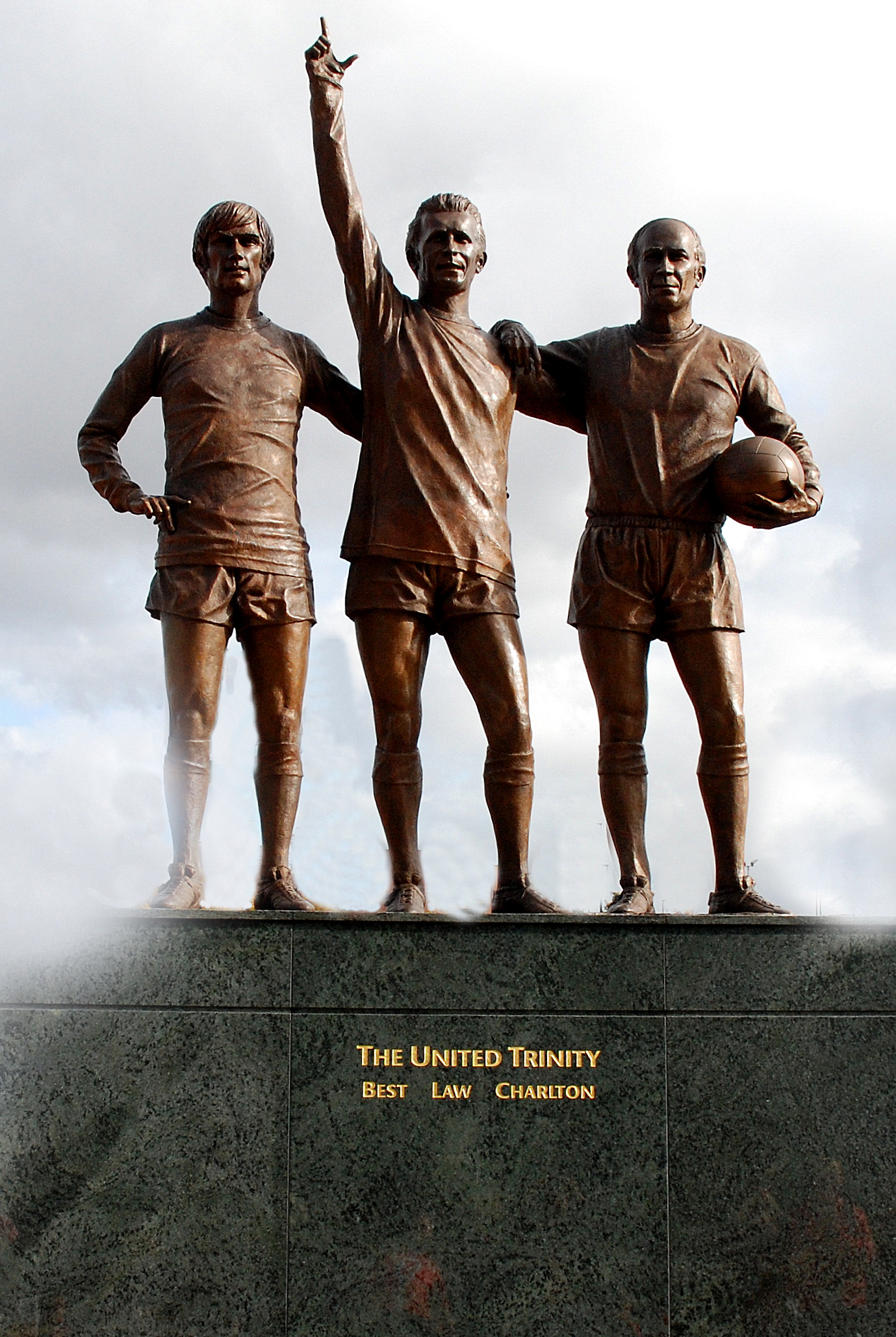
George Best, Denis Law en Bobby Charlton

Manchester United Football Club is een Engelse voetbalclub uit Old Trafford, Greater Manchester, opgericht in 1878 als Newton Heath L & YR FC en nam in 1902 de huidige naam aan. Sinds 1910 speelt de club buiten de grenzen van de stad Manchester. 
In 2011 werd het de succesvolste Engelse club met zijn negentiende landstitel. Twee jaar later werd de twintigste titel gewonnen. In 2025 hees Liverpool FC zich weer langs de club toen deze de twintigste titel won. 
Veel successen werden behaald sinds de komst van hoofdtrainer Alex Ferguson in november 1986 bij Manchester United kwam. De club won als eerste club de Premier League, dat in seizoen 1992/93 de Football League First Division verving. De club won in 1968, 1999 en 2008 de Europacup I/UEFA Champions League en was in zowel 2009 als in 2011 de verliezend finalist. Beide finales werden verloren van FC Barcelona. De thuiswedstrijden van de club worden gespeeld in een rood-wit-zwart tenue.
Manchester United speelt zijn thuiswedstrijden op Old Trafford, een stadion met een capaciteit van 76.312 plaatsen. De laatste uitbreiding van 7900 plaatsen werd verkregen door de noordoost- en noordwesthoeken van het stadion te verhogen. Zelfs na deze uitbreiding is het stadion bijna elke wedstrijd uitverkocht. De club haalt dan ook de hoogste gemiddelde toeschouwersaantallen van de Premier League. In maart 2025 presenteerde de club een impressie van de architect Norman Foster van een nieuw stadion voor 100.000 toeschouwers.
Op 12 mei 2005 kwam de club in handen van de Amerikaanse zakenman Malcolm Glazer. Hij betaalde 800 miljoen pond, zo'n 1,2 miljard euro. Sinds 16 mei wist hij 75% van de aandelen te verwerven. Dit percentage was nodig om de club van de beurs te halen.
Manchester United is een van de weinige clubs die met zijn jeugdopleiding de Europese top wist te bereiken. Manchester United is partner van Unicef en treedt op als nationaal ambassadeur voor het VN-kinderfonds.
Manchester United slaagde er als een van de weinige Europese topclubs in om samen met Ajax, Chelsea, Juventus en Bayern München, alle drie de UEFA-hoofdcompetities (Europacup I/UEFA Champions League, Europacup II, en UEFA Cup/UEFA Europa League) te winnen.

## Geschiedenis

### Een mooie start
In 1878 begint de club onder de naam Newton Heath, een voetbalclub gevormd door de werknemers op de Lancashire-Yorkshire spoorlijn uit de gelijknamige wijk in Manchester. Aangezien ze zichzelf niet goed genoeg vinden, besluiten spelers en clubs een jaar later niet mee te doen aan de nieuw gestarte Football League. Pas in 1892 volgt toetreding. In 1893 verhuisde de club naar de wijk Clayton, waar het in het Bank Street Stadium ging spelen. 
Tegen het einde van de 19e eeuw had de club financiële problemen en dreigde te verdwijnen. Met een klein gelukje kwam er een redder in de vorm van John Henry Davies die investeerde in de club met als enige tegenprestaties mee het beleid te mogen bepalen.
Hij was een drijvende kracht achter de naamsverandering aan het begin van de 20e eeuw.
Verschillende namen werden niet goed bevonden waaronder Manchester Central en Manchester Celtic. Uiteindelijk werd Manchester United de naam. Dit was in april/mei 1902.
In 1903 werd Ernest Mangnall aangetrokken als secretaris. Eigenlijk werd hij de eerste manager (in Engeland wordt de trainer van een ploeg manager genoemd omdat zijn job meer is dan enkel de trainingen leiden, hij verzorgt ook de contracten, transfers, etc.) van de ploeg. Hij trok enkele spelers aan en slaagde er in het seizoen 1905/06 in met de ploeg naar eerste klasse te promoveren. Twee seizoenen later (1907/08) won Manchester het kampioenschap en in het seizoen 1908/09 de Charity Shield en nog een seizoen later de FA Cup.
In 1908 was er daarenboven gestart met de bouw van een nieuw stadion, het nu in heel de voetbalwereld bekende Old Trafford. Het stadion werd op 19 februari 1910 in gebruik genomen met een wedstrijd tegen Liverpool. Het stadion had een capaciteit van 80.000 toeschouwers, maar lag wel buiten de stadsgrenzen van Manchester.
Hoewel de eerste wedstrijd met 3-4 werd verloren, bleek het stadion een goede thuishaven te zijn voor Manchester aangezien ze hun eerste volledige Old Trafford-seizoen (1910/11) konden beëindigen met de titel die ze op de laatste dag van de competitie haalden met een 5-1-overwinning tegen Sunderland.
Dit was echter het einde van een eerste succesperiode. Er volgde een periode met verschillende managerwissels en zwakke resultaten, met als dieptepunt een 18e plaats in het seizoen 1914/15 waarbij nipt degradatie werd ontweken.
Erger was dat stadsrivaal Manchester City dat jaar onder leiding van Uniteds succescoach Magnall de vijfde plek behaalde.
Tijdens de rest van de Eerste Wereldoorlog werd de Football League opgeschort, wat het herstel van Manchester bemoeilijkte.

### Een moeilijk vervolg
Tussen de twee wereldoorlogen had Manchester United het moeilijk. Er werd geen enkele eerste klasse-titel behaald en de club danste tussen de eerste en tweede klasse.
Tegen het einde van het seizoen 1931/32 ging het ook financieel heel slecht. Toen de club bijna bankroet was, trad een nieuwe redder naar voren in de vorm van James Gibson.
Hij investeerde 30.000£ en betaalde de spelers, duidde Scott Duncan aan als manager en gaf hem geld voor nieuwe spelers.
Al deze moeite bleek tevergeefs, want Manchester ontsnapte in het seizoen 1933/34 nipt aan degradatie naar de derde klasse.
Twee seizoenen later was het tij gekeerd en Manchester won de titel in de tweede klasse. De vreugde was echter van korte duur aangezien een seizoen later United opnieuw zakte.
Het seizoen 1939/40 werd dan toch voor het eerst in jaren een seizoen waarin Manchester zich in de eerste klasse kon handhaven.
Tijdens de Tweede Wereldoorlog viel het kampioenschap opnieuw stil. Dit weerhield Manchester United er niet van om in het nieuws te blijven. Op 11 maart 1941 werd het stadion namelijk gebombardeerd.
Ondanks deze tegenslag werd de oorlog voor Manchester op een zeer positieve wijze beëindigd. De Schot
Matt Busby tekende zijn eerste managerscontract bij de club. Wat startte met een contract voor vijf jaar, werd uiteindelijk 25 jaar. En zo begonnen "The Busby Years"

### The Busby Years

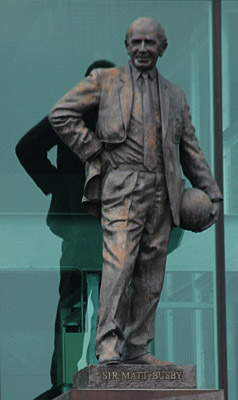
Standbeeld van Matt Busby op Old Trafford

Matt Busby had tijdens de Tweede Wereldoorlog een regiment in het leger geleid en had daar zijn leiderscapaciteiten getoond. Daar had hij ook kennisgemaakt en vriendschap gesloten met Jimmy Murphy, een man die hij onmiddellijk in zijn coachingstaf opnam.
Verder trokken ze een aantal spelers aan met als doel United een vaste waarde te maken in de Engelse competitie. In het eerste naoorlogse seizoen (1946/47) slaagden ze hier bijna in door de tweede plaats te behalen achter Liverpool.
Busby's grootste verdienste voor Manchester was waarschijnlijk zijn geloof in eigen jeugdspelers. En zo behaalde hij met een mix van jonge spelers en ervaren mannen een seizoen later de FA Cup.
Op een titel was het echter wachten tot het seizoen 1951/52. Manchester eindigde in de tussentijd vier keer als tweede en nooit lager dan de vierde plaats.
In de jaren nadien werkte Busby hard aan een gedegen jeugdopleiding en vormde de Busby Youth Academy, de voorloper van de nu wereldvermaarde jeugdopleiding bij Manchester United. De spelers uit deze academy werden eerst een beetje lachend Busby Babes genoemd, een spotnaam die later eerder een kwaliteitsmerk werd.
In de seizoenen 55/56 en 56/57 werd de titel tweemaal op rij gewonnen met een ploeg die bijna enkel uit Busby Babes bestond. Bewijs van het hoge niveau van de opleiding was dat United de eerste vijf edities van de in 1953 opgestarte FA Youth Cup op zijn naam schreef.
Een van de meest legendarische spelers die uit de Academy kwam was Duncan Edwards, die in 1953 op 16-jarige leeftijd een vaste stek veroverde in het eerste team.
In 1958 sloeg het noodlot echter toe. Terwijl heel Europa overtuigd was dat Manchester United het ongenaakbare Real Madrid naar de Europese kroon ging steken, stortte hun vliegtuig neer.
Na het winnen van de wedstrijd tegen Rode Ster Belgrado vlogen ze terug naar Engeland. Na het bijtanken in München crashte de vlieger bij een poging om op te stijgen.
Op 6 februari 1958 stierven 22 mensen in de crash waaronder acht spelers. Duncan Edwards overleed 15 dagen later in het hospitaal aan zijn verwondingen. De voetbalwereld was in rouw en niemand geloofde dat Manchester deze klap te boven zou komen.
Met een opgelapt team bereikte United toch nog de finale van de FA Cup, die werd verloren, en werd tweede in de competitie: een onverwacht resultaat.
Aan het stadion van Old Trafford hangt nog steeds een klok waarvan de datumaanduiding stil blijft staan op 6 februari 58. Dit als stille getuige van een zwarte dag in de geschiedenis van Manchester United.

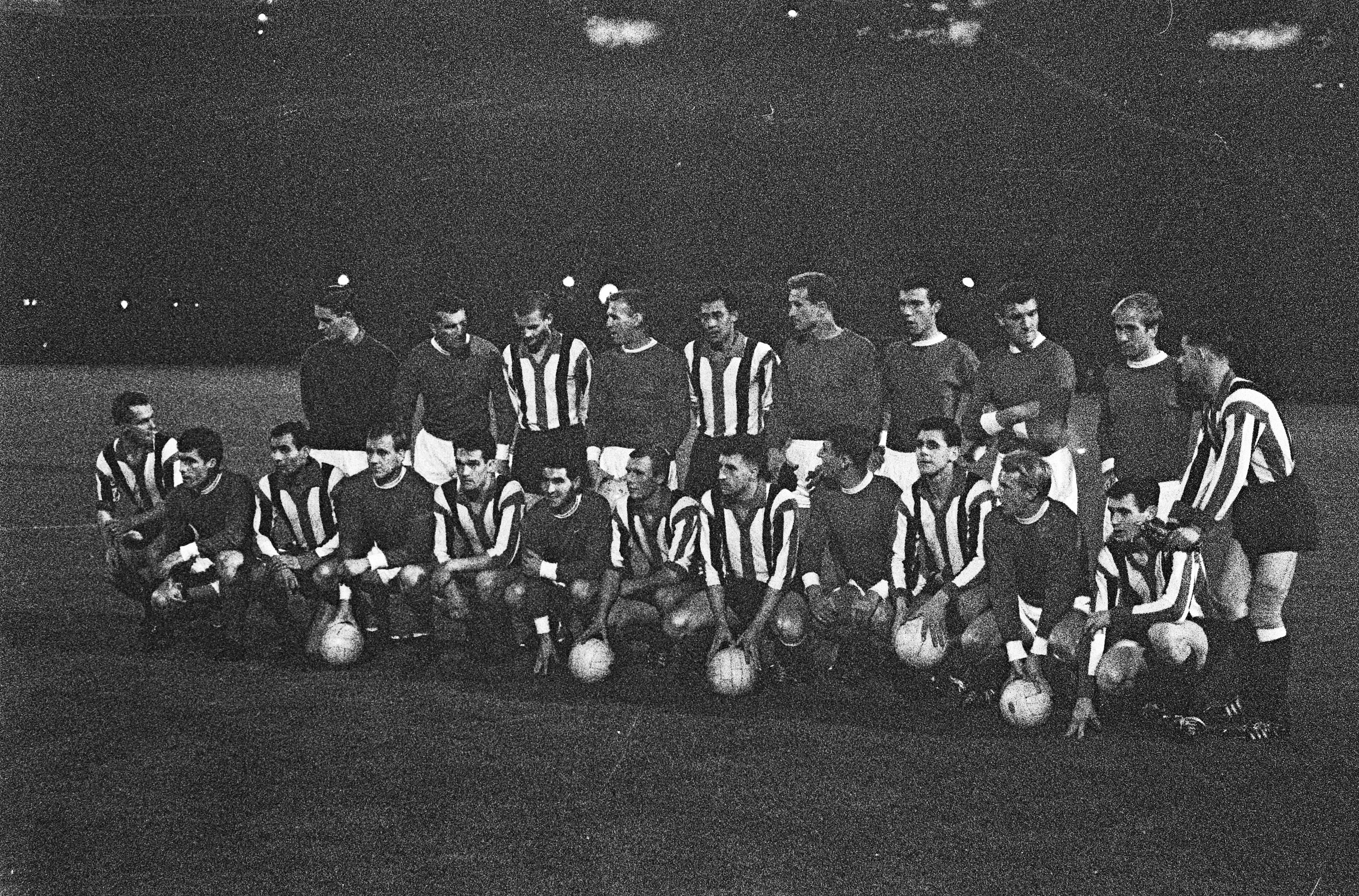
Teams van Manchester en Willem II

Iedereen die dacht dat Matt Busby na het bouwen van dit team nooit de moed zou vinden om opnieuw te starten, werd door hemzelf terechtgewezen. Aan het begin van de jaren 60 werd alweer hard gewerkt aan een nieuw team van Busby Babes.
Samen met Jimmy Murphy bouwde hij een ploeg die in 1963 de FA Cup won, in 1965 en 1967 het kampioenschap en zijn grootste overwinning in 1968, de Europacup I, tien jaar na de crash. De nieuwe ploeg bestond wederom uit een mix van jeugdspelers en ervaren rotten. Van de ploeg van 58 bleven nog drie spelers over, onder wie Bobby Charlton. In de finale werd het Benfica van Eusébio na verlenging met 4-1 verslagen.

Spelers die deze tweede periode van Busby Babes kleurden, zijn ook vandaag de dag nog steeds legendes. Bobby Charlton, die als aanvoerder Engeland naar het wereldkampioenschap loodste in 1966, George Best, die even berucht was om zijn magie binnen de lijnen als zijn levensstijl erbuiten, en, om het trio af te ronden, Denis Law, die in 1964 tot Europees voetballer van het jaar werd gekroond.
Het jaar na de Europese titel (1968/69) was er te veel gemakzucht in de ploeg en werd slechts de elfde plaats behaald.
Matt Busby nam na 25 jaar als manager ontslag aan het einde van dit seizoen, na alles bereikt te hebben met de ploeg was zijn plaats in de geschiedenis van Manchester verzekerd.

### Het opvullen van een leegte
Een legendarisch figuur die 25 jaar een ploeg geleid heeft opvolgen is niet gemakkelijk. De zoektocht naar een opvolger was dan ook een parcours van vallen en opstaan. Er begon opnieuw een periode van wisselende successen en veel trainerswissels. De eerste opvolger van Busby werd op Tweede Kerstdag in 1970 reeds ontslagen en opgevolgd door... Matt Busby. Busby was door het management gevraagd om opnieuw de managerszetel in te vullen tot het einde van het seizoen in de hoop een betere opvolger te vinden. Deze werd niet gevonden, met een degradatie in 1974 tot gevolg. In de laatste wedstrijd van het seizoen, tegen Manchester City, was het uitgerekend oud-United-ster Denis Law, die de goal scoorde waardoor United degradeerde.
Na opnieuw te promoveren in 1975, eindigde men derde in 1975/76 en zesde in 1976/77, en er werd in 1977 eindelijk weer een titel behaald. De FA Cup werd gewonnen en men dacht opnieuw aansluiting te hebben met de top. De top in de competitie werd echter niet gehaald, slechts de middenmoot in 1977/78 en 1978/79. Wel werd Manchester een vaste FA Cup-klant met het behalen van drie finales in vier jaar. Ook schakelde Manchester United Ajax Amsterdam, dat met spelers als Krol, Dusbaba, Arnesen, Schoenaker, Lerby, Notten, Erkens, Ling en Geels speelde, uit in de eerste ronde van het Europa Cup III-toernooi in het seizoen 1976/77 (september 1976, 1-0 nederlaag in Amsterdam, gevolgd door een 2-0 zege in Manchester).
Aan het begin van de jaren tachtig werd Manchester echter opnieuw een vaste waarde in de top vier van de eerste klasse. In 1979/80 eindigde men als tweede, en tussen 1981/82 en 1985/86 werd 2 maal een derde en twee maal een vierde plaats behaald. Met aankopen van spelers als Bryan Robson en Remi Moses werd het middenveld versterkt. Het ontbrak echter aan een goede aanvaller om de titel te kunnen halen. Dit waren de magische Liverpool-jaren.

Toch werd in deze periode tweemaal de FA Cup gewonnen, in 1983 en 1985. Manager tijdens deze periode was Ron Atkinson. Ondanks tien overwinningen op rij aan het begin van het seizoen '85/86 en klassering als eerste tussen speeldagen 2 en 26, greep Manchester United naast de landstitel. De club eindigde na 42 ronden nog wel als vierde. In het seizoen 1986/87 stond Manchester United na 7 speeldagen, eind september 1986 op de eenentwintigste plaats, de voorlaatste plaats. Ron Atkinson werd in oktober '86 vervangen door een man die met een klein clubje uit Aberdeen had bewezen dat hij thuis in Schotland en Europa kon winnen. De man die eindelijk de leegte, achtergelaten door Matt Busby, kon vullen.

### The Fergie Years

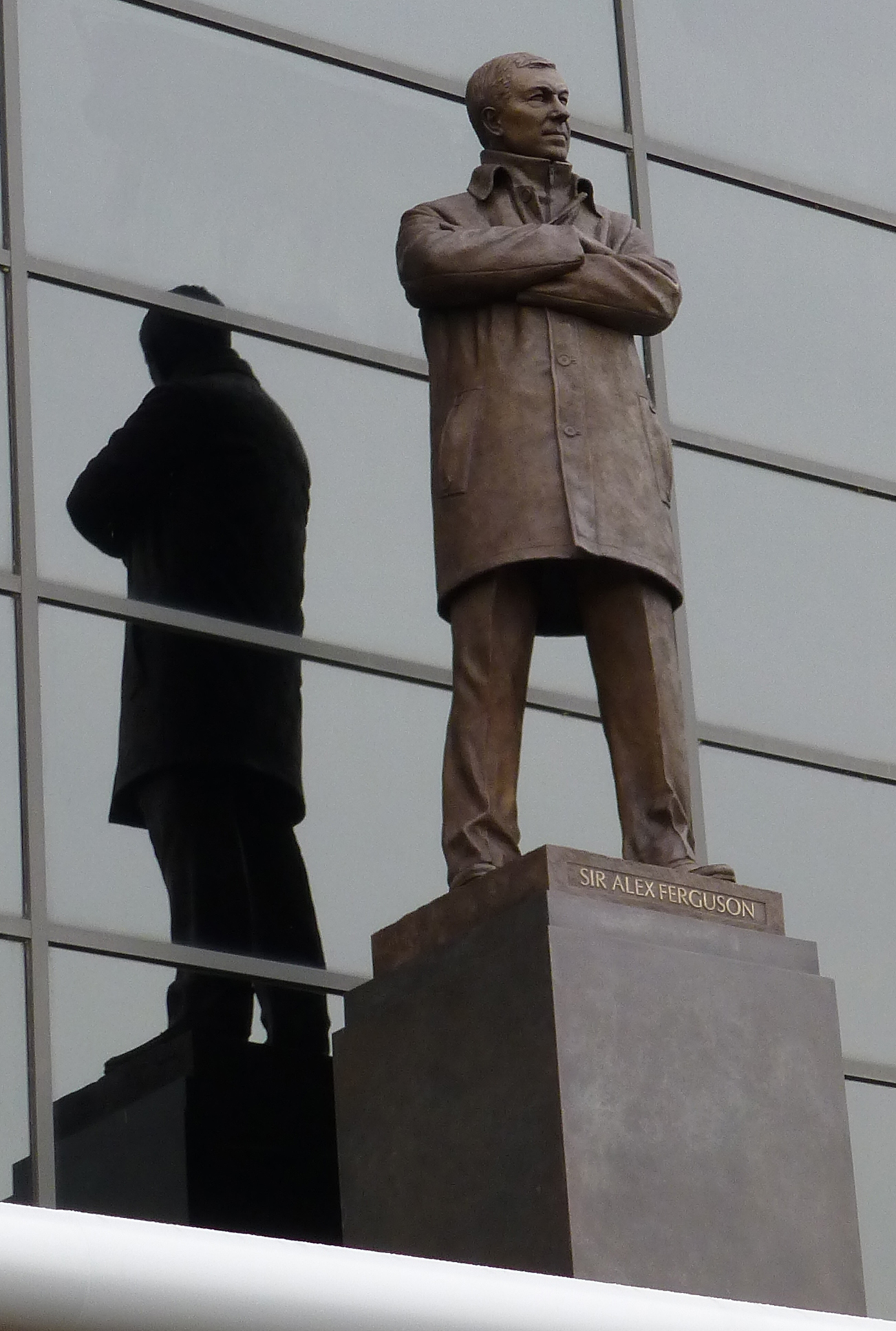
Standbeeld van Sir Alex Ferguson op Old Trafford

In november 1986 tekende de Schot Alex Ferguson bij Manchester United, nadat hij met Aberdeen FC de Schotse beker, het landskampioenschap, de Europacup II en de UEFA Super Cup had gewonnen, onder het voorbehoud dat hij de tijd zou krijgen om een nieuw Manchester te bouwen. De club gaf hem deze tijd. In het seizoen 1986/87 wist Ferguson Manchester United op te werken van de eenentwintigste plaats tot de elfde plaats in de competitie. Van 1986 tot 1989 werd niets gewonnen en in 1989 dreigde er zelfs ontslag voor Ferguson, ware het niet dat zijn landgenoot en voorganger Matt Busby het bestuur van MUFC persoonlijk aanraadde Ferguson nog wat tijd te gunnen, omdat hij het gevoel had dat het de goede kant op ging. In de jaren 90 lukte het Fergie om de heerschappij van Liverpool te doorbreken.
In 1990 werd voor het eerst weer een titel behaald in de vorm van de FA Cup. Het jaar nadien werd in Rotterdam voor het eerst in 23 jaar ook weer Europees succes geproefd met het verslaan van FC Barcelona in de finale van de beker voor bekerwinnaars. In het seizoen 1992/93 werd voor het eerst in 26 jaar ook weer het kampioenschap gewonnen, met de excentrieke Éric Cantona als boegbeeld. De ploeg bleef de successen aan elkaar rijgen en ondanks een opstootje rond Cantona die voor een karatetrap aan een supporter acht maanden schorsing kreeg, beleefde United weer de glansrijke jaren als voorheen.
In het seizoen 1995/96 werd de, door Alex Ferguson opnieuw op de rails gezette, traditie van een goede jeugdopleiding tot volle ontplooiing gebracht. Met het inbrengen van jonge spelers als David Beckham, Ryan Giggs, Paul Scholes, Nicky Butt en de broers Neville werd een ploeg gebouwd uit jonkies, bijgenaamd "Fergie's fledglings". Het feit dat de ploeg zo jong was dwong ex-Liverpool speler Alan Hansen tot de uitspraak: "You never win anything with kids", een uitspraak die hem tot vandaag de dag nog achtervolgt.
Deze jongens, geïnspireerd door voorbeeldfiguren als Cantona en Peter Schmeichel, zouden Manchester de komende jaren veel succes brengen. Na het seizoen 1996/97 trok Cantona zich onverwacht terug als voetballer. Het jonge elftal had moeite met het opvullen van het gat dat de Fransman had achtergelaten en prijzen lieten weer even op zich wachten.
Het seizoen 1998/99 werd voor elke Manchester United fan een seizoen om van te dromen. Na een replay in de halve finale van de FA Cup werd de finale gehaald en gewonnen. Het kampioenschap was zes dagen voordien al gewonnen. Ook in Europa was, na een ongelooflijke comeback in de halve finale tegen Juventus (van 2-0 in het verlies aan de rust naar 3-2 winst), de finale gehaald. Hier werd een thriller van formaat geschreven, tot de 90e minuut stond Bayern München aan de leiding, maar in blessuretijd wisten Ole Gunnar Solskjær en Teddy Sheringham te scoren en zo toch nog de overwinning voor Manchester binnen te halen.
De treble was gewonnen. Later in het jaar won Manchester ook nog de Intercontinentale Cup.
Het begin van het nieuwe millennium leek weinig effect te hebben op Uniteds heerschappij in het Engelse voetbal. In 2000, 2001 en 2003 werd de titel behaald en in 2004 de beker. Het seizoen 2004/2005 werd echter trofeeloos beëindigd. Er werd door Ferguson echter opnieuw aan een ploeg gebouwd die Europa kon veroveren. In het jaar 2007 leek het alsof Ferguson zou slagen in zijn opzet. Het klopte in de kwartfinale in de terugronde AS Roma met 7-1, nadat het in de heenronde verloren had met 2-1. Manchester United raakte tot in de halve finale van de Champions League, waarin het de heenwedstrijd tegen AC Milan won met 3-2, maar in de terugwedstrijd de duimen moest leggen met 3-0. Wel werd dat jaar de 16de landstitel behaald, en de mythische FA Cup-finale verloren van Chelsea. Wel werd de Community Shield, de Engelse Supercup, gewonnen, op strafschoppen, tegen datzelfde Chelsea, met Edwin van der Sar in een heldenrol (3 gestopte penalty's). In 2008 wist United opnieuw beslag te leggen op de Engelse titel met drie punten voorsprong op Chelsea en won het op 21 mei in de finale van de Champions League tegen datzelfde Chelsea na strafschoppen. Van der Sar vervulde hierin een heldenrol door de laatste strafschop van Nicolas Anelka te stoppen.
In 2009 en in 2011 werd Manchester kampioen van Engeland, en in beide jaargangen kwam men ook tot de finale van de Champions League. Deze finales werden echter beide verloren, twee keer tegen dezelfde tegenstander: FC Barcelona.
In 2012 eindigde een wisselvallig seizoen van Man. United in een pijnlijk drama: de rijke stadsgenoot en aartsrivaal Manchester City wist op de laatste speeldag het kampioenschap binnen te halen op doelsaldo. Dit gebeurde doordat Sergio Agüero een wonderbaarlijke comeback in de allerlaatste minuut wist te voltooien door de winnende treffer te scoren in een hectische slotfase tegen QPR. Een seizoen later haalde United sportieve revanche door al snel op grote voorsprong te komen en vijf speelrondes voor het einde van het seizoen het kampioenschap binnen te halen. Dit gebeurde vooral door de aankoop van Robin van Persie van rivaal Arsenal. RVP scoorde onder meer een loepzuivere hattrick in de kampioenswedstrijd tegen Aston Villa. De grootste domper die de fans dat seizoen moesten ondergaan, was de uitschakeling in de Champions League tegen Real Madrid, doordat oud-speler Cristiano Ronaldo bij zijn terugkeer in het Theatre of Dreams wist te scoren.

### Opvolging Ferguson
Op 8 mei 2013 kondigde Ferguson aan dat hij met pensioen ging en Manchester United na 26 jaar zou verlaten. Een dag later werd bekend dat zijn landgenoot David Moyes van Everton hem op zou volgen. Enkele jaren eerder had Fergie al eens door laten schemeren Moyes als zijn ideale opvolger te zien. In de Community Shield werd Wigan Athletic verslagen, maar na tien maanden dienstverband werd Moyes in april 2014 ontslagen. Manchester United eindigde onder zijn bewind op de zevende plaats in de competitie, het slechtste resultaat sinds het seizoen 1989/90. In de Champions League werd Manchester United uitgeschakeld door Bayern München. In de FA Cup werd Manchester United al in de derde ronde uitgeschakeld door Swansea City en in de League Cup werd er in de halve finales verloren van Sunderland AFC.

#### Louis van Gaal
Moyes werd opgevolgd door Louis van Gaal. Manchester United haalde Ángel Di María binnen als duurste Britse aankoop ooit en kocht ook onder anderen Ander Herrera, Luke Shaw, Marcos Rojo en Daley Blind, samen goed voor bijna 200 miljoen euro aan aanschafkosten. Met hen erbij eindigde Van Gaal in zijn eerste seizoen op de vierde plaats op de ranglijst. In de FA Cup en de League Cup bleken Arsenal FC en MK Dons te sterk. Manchester United wilde meer en Van Gaal mocht daarom voor aanvang van het seizoen 2015/16 nog eens voor ruim 200 miljoen euro spelers halen. Hiervoor trok de club ditmaal onder anderen Anthony Martial, Memphis Depay, Morgan Schneiderlin, Bastian Schweinsteiger en Matteo Darmian aan, waarvan sommigen met bonusregelingen die Manchester United op termijn nog tientallen miljoenen extra konden kosten. Recordaankoop Di María mocht alweer vertrekken, evenals voormalig topscorer Van Persie. Hoewel Manchester na zeven speelronden voor het eerst sinds het aantreden van Van Gaal de eerste plaats op de ranglijst bereikte, bleef het ook de enige keer. De club duikelde nog voor het seizoen 2015/16 halverwege was uit de top vier en eindigde op de vijfde plaats. Ook overleefde ze de poulefase van de Champions League niet, waarna Manchester United in de achtste finales van de Europa League onderuit ging tegen Liverpool FC en werd Manchester United al in de vierde ronde van de League Cup uitgeschakeld door Middlesbrough FC. Manchester United won op 21 mei 2016 nog wel de twaalfde FA Cup in de clubgeschiedenis door in de finale Crystal Palace te verslaan, maar dat bleek voor Van Gaal zijn laatste wedstrijd. Twee dagen later kreeg hij zijn ontslag.

#### José Mourinho
Op 27 mei 2016 tekende José Mourinho een contract voor drie jaar met de mogelijkheid op verlenging als nieuwe manager van Manchester United. Na zijn aantreden haalde de club Zlatan Ibrahimović transfervrij en Eric Bailly en Henrich Mchitarjan voor €40.000.000,- en €32.000.000,- binnen. Daarnaast maakte United oud-jeugdspeler Paul Pogba de duurste voetballer aller tijden door €105.000.000,- voor hem te betalen aan Juventus. Dat seizoen won Manchester United de Europa League. In de finale werd Ajax met 2-0 verslagen. Ook de Community Shield en League Cup werden gewonnen na zeges op Leicester City en Southampton FC. In de Premier League werd de zesde plaats behaald en in de FA Cup werd een nederlaag geleden tegen Chelsea FC. In het seizoen 2017/18 was Manchester United niet opgewassen tegen de oppermachtige stadgenoot Manchester City onder leiding van trainer-coach Pep Guardiola. Op zondag 15 april 2018 raakte de titel definitief uit zicht, toen de ploeg van Mourinho, een week na een zege op de concurrent, met 1–0 verloor van West Bromwich Albion. Daardoor liep het gat met koploper Manchester City City op tot achttien punten. Jay Rodriguez maakte halverwege de tweede helft de winnende treffer voor The Baggies. Wel bereikten ze dat seizoen de finale van de FA Cup tegen het Chelsea FC van Antonio Conte. Deze finale ging met 1–0 verloren na een benutte strafschop van Eden Hazard. In de Champions League werd Manchester United in de achtste finales uitgeschakeld door Sevilla FC. Op 18 december 2018 werd Mourinho ontslagen. Op dat moment bezat Manchester United na 17 speelronden de 6de plaats in de Premier League, met 7 overwinningen.

#### Ole Gunnar Solskjær
De opvolger van Mourinho, Ole Gunnar Solskjær, was in eerste instantie enkel interim-manager. Na het uitschakelen van Paris Saint-Germain in de achtste finales van de Champions League en een ongeslagen reeks van twaalf wedstrijden in de Premier League werd Solskjær beloond met een definitief contract. Uiteindelijk werd de zesde plaats behaald in de Premier League, werd Manchester United in de kwartfinales van de Champions League uitgeschakeld door FC Barcelona en werd het seizoen zonder prijzen afgesloten. In het seizoen 2019/20 eindigde Manchester United op de derde plaats in de Premier League. In zowel de Europa League, de FA Cup en de League Cup werd Manchester United uitgeschakeld in de halve finales, door Sevilla, Chelsea en Manchester City. In het seizoen 2020/21 werd Manchester United derde in de Champions League-groep met Paris Saint-Germain, RB Leipzig en Istanbul Başakşehir. Vervolgens bereikte Manchester United de finale van de Europa League. Na een strafschoppenserie won Villarreal CF. Manchester United bezat in de Premier League rond de jaarwisseling de koppositie, maar moest het eindelijk doen met een tweede plaats, achter stadsgenoot City. Wederom werd een seizoen zonder prijs afgesloten. Na een teleurstellende 4-1 verlieswedstrijd tegen Watford werd Solskjaer op 21 november 2021 ontslagen. Op 29 november 2021 stelde Manchester United de Duitser Ralf Rangnick aan als interim manager tot het einde van het seizoen.

#### Erik ten Hag
Op 21 april 2022 werd de komst van Erik ten Hag bevestigd; hij verliet Ajax na vijf seizoenen en tekende een contract tot medio 2025 bij de club uit Manchester. Even later werden Mitchell van der Gaag en Steven McClaren toegevoegd aan de staf van Ten Hag. Op 16 mei 2022 stapte Ten Hag vervroegd uit zijn rol bij Ajax als trainer, zodat hij zich kon voorbereiden als trainer voor het seizoen 2022/23 bij Manchester United.
Onder Ten Hag won Manchester United voor het eerst in vijf jaar tijd weer eens zilverwerk, nadat Newcastle United opzij werd gezet in de strijd om de League Cup. Destijds was dat ook onder leiding van een Nederlandse trainer, Louis van Gaal. Aan het einde van het eerste Premier League-seizoen van Ten Hag eindigde het team op de derde plaats, wat recht gaf op Champions League-voetbal. Ook reikte het team tot de finale om de FA Cup, maar hierin was Manchester City te sterk.
Het seizoen 2023/24 ging de boeken in als het slechtste seizoen van Manchester United sinds 1989/90. Het team eindigde op de achtste plaats. Er werd dat seizoen nog wel een prijs gewonnen, want ditmaal won United de FA Cup ten koste van Manchester City. Desondanks werd Erik ten Hag op 28 oktober 2024 ontslagen na een reeks teleurstellende resultaten.

### INEOS
In de zomer van 2024 onderging Manchester United meerdere personele veranderingen. Eerder dat jaar was INEOS aangetreden als minderheidsaandeelhouder van de club, maar kreeg desalniettemin het zeggenschap over de sportieve koers van Manchester United. Sir Jim Ratcliffe en Sir Dave Brailsford voerden wijzigingen door en namen afscheid van ruim 200 personeelsleden. Daar tegenover stond het aantrekken van algemeen directeur Omar Berrada, die over kwam van de City Football Group, sportief directeur Dan Ashworth, van Newcastle United, en technisch directeur Jason Wilcox, van Southampton. Ook in de technische staf van Ten Hag waren er mutaties. Zo traden Ruud van Nistelrooij en René Hake als assistent-trainers ter vervanging van Mitchell van der Gaag en Steve McClaren. Het contract van hoofdtrainer Ten Hag zelf werd opengebroken en verlengd tot medio 2026.
Net als in voorgaande zomers werd er opnieuw veel geld geïnvesteerd in de selectie van het eerste elftal met het aantrekken van onder andere Leny Yoro, Matthijs de Ligt en Joshua Zirkzee. De eerste officiële wedstrijd van het seizoen was de strijd om de Community Shield tegen Manchester City. Deze wedstrijd werd verloren. Ook in de reguliere competitie en Europees kende Manchester United geen goede start. In Europa League werd er driemaal gelijk gespeeld – tegen Twente, Porto en Fenerbahçe – en in de Premier League had het team na negen wedstrijd slechts elf punten. Dit kostte Ten Hag op 28 oktober 2024 zijn baan. Assistent-trainer en oud-speler Van Nistelrooij nam tijdelijk de verantwoordelijkheden waar als interim-hoofdtrainer. Op 1 november 2024 werd Sporting CP-trainer Rúben Amorim gepresenteerd als de nieuwe hoofdtrainer van de club. Hij zou per 11 november 2024 aan de slag gaan. In de tussentijd zette Amorim nog een opmerkelijk resultaat neer door United-aartsrivaal Manchester City in de Champions League met 4-1 te verslaan.

## Erelijst
| Internationaal                       |     | |
| FIFA Club World Cup                  | 1x  | 2008 |
| Intercontinental Cup                 | 1x  | 1999 |
| European Cup / UEFA Champions League | 3x  | 1968, 1999, 2008 |
| UEFA Europa League                   | 1x  | 2017 |
| European Cup Winners' Cup            | 1x  | 1991 |
| European Super Cup                   | 1x  | 1991 |
| Nationaal                            |     | |
| First Division / Premier League      | 20x | 1908, 1911, 1952, 1956, 1957, 1965, 1967, 1993, 1994, 1996, 1997, 1999, 2000, 2001, 2003, 2007, 2008, 2009, 2011, 2013       |
| FA Cup                               | 13x | 1909, 1948, 1963, 1977, 1983, 1985, 1990, 1994, 1996, 1999, 2004, 2016, 2024                                                 |
| Football League Cup                  | 6x  | 1992, 2006, 2009, 2010, 2017, 2023                                                                                           |
| FA Charity Shield / Community Shield | 21x | 1908, 1911, 1952, 1956, 1957, 1965, 1967, 1977, 1983, 1990, 1993, 1994, 1996, 1997, 2003, 2007, 2008, 2010, 2011, 2013, 2016 |
| Football League Second Division      | 2x  | 1936, 1975 |

## Clubcultuur
Manchester United kent een rivaliteit met Liverpool FC (de North West-derby) en met stadsgenoot Manchester City (de Manchester-derby).

### Clublied
Het clublied van Manchester United heet Glory Glory Man United. Sinds halverwege de jaren zeventig wordt het lied gezongen door de supporters van de club.
Sinds 2004 wordt een magazine uitgegeven voor de supporters van de club. Dit clubblad heeft de naam gekregen van het clublied. Het blad is vooral bedoeld voor de supporters onder dertien jaar. Het staat bekend als een kidsclub.

## Sponsoren
De shirtsponsor van Manchester United was tot en met het seizoen 2020/21 Chevrolet. Dat tekende een contract voor zeven seizoenen met een waarde van £560 miljoen.(£80 miljoen per jaar).
Vanaf het seizoen 2021/22 is de shirtsponsor TeamViewer, dat een contract ondertekende voor vijf jaar, met een waarde van £235 miljoen.
Het contract met kledingsponsor Nike dat sinds 2003 liep eindigde in 2015. Het contract had een looptijd van vijftien jaar en een waarde van £302,9 miljoen. (£20.2 miljoen per jaar). Het Amerikaanse concern voldeed echter niet aan de vernieuwde financiële eisen van de club en daarom werd besloten het contract al te beëindigen in 2015.
Per 1 augustus 2015 werd Adidas de nieuwe kledingsponsor. Het contract kreeg een looptijd van tien jaar en een recordwaarde van £750,0 miljoen. (£75 miljoen per jaar). Het contract werd in 2023 opengebroken en verlengt tot 2035.
| Periode   | Kledingsponsor | Shirtsponsor | Mouwsponsor |
| --------- | -------------- | ------------ | ----------- |
| 1945–1975 | Umbro          | —            | —           |
| 1975–1980 | Admiral        | —            | —           |
| 1980–1982 | Adidas         | —            | —           |
| 1982–1993 | Adidas         | Sharp        | —           |
| 1993–2001 | Umbro          | Sharp        | —           |
| 2001–2002 | Umbro          | Vodafone     | —           |
| 2002–2006 | Nike           | Vodafone     | —           |
| 2006–2010 | Nike           | AIG          | —           |
| 2010–2014 | Nike           | Aon          | —           |
| 2014–2015 | Nike           | Chevrolet    | —           |
| 2015–2018 | Adidas         | Chevrolet    | —           |
| 2018–2021 | Adidas         | Chevrolet    | Kohler      |
| 2021–2024 | Adidas         | TeamViewer   | Kohler      |
| 2024–2026 | Adidas         | Snapdragon   | Kohler      |
| 2026–2035 | Adidas         |              |             |

Naast de grote sponsorcontracten heeft de club ook nog officiële sponsorcontracten met verschillende bedrijven in binnen- en buitenland.

## Eerste elftal

### Selectie
| Nr.           | Naam               | Sinds      | Contract   | Vorige club                |
| Doelmannen    | Doelmannen         | Doelmannen | Doelmannen | Doelmannen                 |
| ------------- | ------------------ | ---------- | ---------- | -------------------------- |
| 1             | Altay Bayındır     | 2023       | 2027       | Fenerbahçe SK              |
| 22            | Tom Heaton         | 2021       | 2026       | Aston Villa FC             |
| 24            | André Onana        | 2023       | 2028       | Internazionale             |
| Verdedigers   |                    |            |            |                            |
| 2             | Diogo Dalot        | 2018       | 2028       | FC Porto                   |
| 3             | Noussair Mazraoui  | 2024       | 2028       | FC Bayern München          |
| 4             | Matthijs de Ligt   | 2024       | 2029       | FC Bayern München          |
| 5             | Harry Maguire      | 2019       | 2026       | Leicester City FC          |
| 6             | Lisandro Martínez  | 2022       | 2027       | AFC Ajax                   |
| 12            | Tyrell Malacia     | 2022       | 2026       | Feyenoord                  |
| 13            | Patrick Dorgu      | 2025       | 2030       | US Lecce                   |
| 15            | Leny Yoro          | 2024       | 2029       | Lille OSC                  |
| 23            | Luke Shaw          | 2014       | 2027       | Southampton FC             |
| 26            | Ayden Heaven       | 2025       | 2029       | Arsenal FC                 |
| 33            | Tyler Fredricson   | 2025       |            |                            |
| 35            | Diego León         | 2025       |            | Cerro Porteño              |
| 41            | Harry Amass        | 2024       | 2027       |                            |
| Middenvelders |                    |            |            |                            |
| 7             | Mason Mount        | 2023       | 2028       | Chelsea FC                 |
| 8             | Bruno Fernandes    | 2020       | 2027       | Sporting CP                |
| 18            | Casemiro           | 2022       | 2026       | Real Madrid CF             |
| 25            | Manuel Ugarte      | 2024       | 2029       | Paris Saint-Germain        |
| 37            | Kobbie Mainoo      | 2023       | 2027       |                            |
| Aanvallers    |                    |            |            |                            |
| 9             | Rasmus Højlund     | 2023       | 2028       | Atalanta Bergamo           |
| 10            | Matheus Cunha      | 2025       | 2030       | Wolverhampton Wanderers FC |
| 11            | Joshua Zirkzee     | 2024       | 2029       | Bologna FC 1909            |
| 16            | Amad Diallo        | 2021       | 2030       | Atalanta Bergamo           |
| 17            | Alejandro Garnacho | 2022       | 2028       |                            |
| 19            | Bryan Mbeumo       | 2025       | 2030       | Brentford FC               |
| 21            | Antony             | 2022       | 2027       | AFC Ajax                   |
| 30            | Benjamin Šeško     | 2025       | 2030       | RB Leipzig                 |
| 32            | Chido Obi          | 2025       |            |                            |
|               | Jadon Sancho       | 2021       | 2026       | Borussia Dortmund          |

Laatste update: 17 augustus 2025

### Staf
| Functie             | Naam             | Sinds | Contract | Vorige club |
| ------------------- | ---------------- | ----- | -------- | ----------- |
| Hoofdtrainer        | Rúben Amorim     | 2024  | 2027     | Sporting CP |
| Assistent-trainers  | Adelio Candido   | 2024  | 2027     | Sporting CP |
| Assistent-trainers  | Carlos Fernandes | 2024  | 2027     | Sporting CP |
| Assistent-trainers  | Emanuel Ferro    | 2024  | 2027     | Sporting CP |
| Keeperstrainers     | Craig Mawson     | 2019  |          | Burnley FC  |
| Keeperstrainers     | Jorge Vital      | 2024  |          | Sporting CP |
| Performance trainer | Paulo Barreira   | 2024  |          | Sporting CP |

Laatste update: 17 augustus 2024

## Overzichtslijsten

### Eindklasseringen sinds 1946/47
- 1947 2e
First Division
- 1948 2e
First Division
- 1949 2e
First Division
- 1950 4e
First Division
- 1951 2e
First Division
- 1952 1e
First Division
- 1953 8e
First Division
- 1954 4e
First Division
- 1955 5e
First Division
- 1956 1e
First Division
- 1957 1e
First Division
- 1958 9e
First Division
- 1959 2e
First Division
- 1960 7e
First Division
- 1961 7e
First Division
- 1962 15e
First Division
- 1963 19e
First Division
- 1964 2e
First Division
- 1965 1e
First Division
- 1966 4e
First Division
- 1967 1e
First Division
- 1968 2e
First Division
- 1969 11e
First Division
- 1970 11e
First Division
- 1971 11e
First Division
- 1972 8e
First Division
- 1973 18e
First Division
- 1974 21e
First Division
- 1975 1e
Second Division
- 1976 3e
First Division
- 1977 6e
First Division
- 1978 10e
First Division
- 1979 9e
First Division
- 1980 2e
First Division
- 1981 8e
First Division
- 1982 3e
First Division
- 1983 3e
First Division
- 1984 4e
First Division
- 1985 4e
First Division
- 1986 4e
First Division
- 1987 11e
First Division
- 1988 2e
First Division
- 1989 11e
First Division
- 1990 13e
First Division
- 1991 6e
First Division
- 1992 2e
First Division
- 1993 1e
Premier League
- 1994 1e
Premier League
- 1995 2e
Premier League
- 1996 1e
Premier League
- 1997 1e
Premier League
- 1998 2e
Premier League
- 1999 1e
Premier League
- 2000 1e
Premier League
- 2001 1e
Premier League
- 2002 3e
Premier League
- 2003 1e
Premier League
- 2004 3e
Premier League
- 2005 3e
Premier League
- 2006 2e
Premier League
- 2007 1e
Premier League
- 2008 1e
Premier League
- 2009 1e
Premier League
- 2010 2e
Premier League
- 2011 1e
Premier League
- 2012 2e
Premier League
- 2013 1e
Premier League
- 2014 7e
Premier League
- 2015 4e
Premier League
- 2016 5e
Premier League
- 2017 6e
Premier League
- 2018 2e
Premier League
- 2019 6e
Premier League
- 2020 3e
Premier League
- 2021 2e
Premier League
- 2022 6e
Premier League
- 2023 3e
Premier League
- 2024 8e
Premier League
- 2025 15e
Premier League

- First Division
- Second Division
- Premier League

ⓘ In 1992 invoering van de Premier League en opheffing van de Fourth Division; in 2004 opheffing van de First, Second en Third Division.

#### Per seizoen
| 1992–1993 |   | 22 | Premier League | 42 | 24 | 12 | 6  | 67–31 | 84 | 33.898 |
| 1993–1994 |   | 22 | Premier League | 42 | 27 | 11 | 4  | 80–38 | 92 | 43.515 |
| 1994–1995 | 2 | 22 | Premier League | 42 | 26 | 10 | 6  | 77–28 | 88 | 42.523 |
| 1995–1996 |   | 20 | Premier League | 38 | 25 | 7  | 6  | 73–35 | 82 | 40.851 |
| 1996–1997 |   | 20 | Premier League | 38 | 20 | 12 | 6  | 74–46 | 72 | 54.345 |
| 1997–1998 | 2 | 20 | Premier League | 38 | 23 | 8  | 7  | 73–26 | 77 | 54.853 |
| 1998–1999 |   | 20 | Premier League | 38 | 22 | 13 | 3  | 80–37 | 79 | 54.056 |
| 1999–2000 |   | 20 | Premier League | 38 | 28 | 7  | 3  | 96–45 | 91 | 57.570 |
| 2000–2001 |   | 20 | Premier League | 38 | 24 | 8  | 6  | 79–31 | 80 | 67.070 |
| 2001–2002 | 3 | 20 | Premier League | 38 | 24 | 5  | 9  | 87–45 | 77 | 67.160 |
| 2002–2003 |   | 20 | Premier League | 38 | 25 | 8  | 5  | 74–34 | 83 | 66.220 |
| 2003–2004 | 3 | 20 | Premier League | 38 | 23 | 6  | 9  | 64–35 | 75 | 67.497 |
| 2004–2005 | 3 | 20 | Premier League | 38 | 22 | 11 | 5  | 58–26 | 77 | 66.751 |
| 2005–2006 | 2 | 20 | Premier League | 38 | 25 | 8  | 5  | 72–34 | 83 | 65.195 |
| 2006–2007 |   | 20 | Premier League | 38 | 28 | 5  | 5  | 83–27 | 89 | 74.937 |
| 2007–2008 |   | 20 | Premier League | 38 | 27 | 6  | 5  | 80–22 | 87 | 75.248 |
| 2008–2009 |   | 20 | Premier League | 38 | 28 | 6  | 4  | 68–24 | 90 | 73.284 |
| 2009–2010 | 2 | 20 | Premier League | 38 | 27 | 4  | 7  | 86–28 | 85 | 73.249 |
| 2010–2011 |   | 20 | Premier League | 38 | 23 | 11 | 4  | 78–37 | 80 | 73.870 |
| 2011–2012 | 2 | 20 | Premier League | 38 | 28 | 5  | 5  | 89–33 | 89 | 73.376 |
| 2012–2013 |   | 20 | Premier League | 38 | 28 | 5  | 5  | 86–43 | 89 | 73.923 |
| 2013–2014 | 7 | 20 | Premier League | 38 | 19 | 7  | 12 | 64–43 | 64 | 73.991 |
| 2014–2015 | 4 | 20 | Premier League | 38 | 20 | 10 | 8  | 62–37 | 70 | 75.334 |
| 2015–2016 | 5 | 20 | Premier League | 38 | 19 | 9  | 10 | 49–35 | 66 | 75.286 |
| 2016–2017 | 6 | 20 | Premier League | 38 | 18 | 15 | 5  | 54–29 | 69 | 75.290 |
| 2017–2018 | 2 | 20 | Premier League | 38 | 25 | 6  | 7  | 68–28 | 81 | 74.976 |
| 2018–2019 | 6 | 20 | Premier League | 38 | 19 | 9  | 10 | 65–54 | 66 | 74.498 |
| 2019–2020 | 3 | 20 | Premier League | 38 | 18 | 12 | 8  | 66–36 | 66 | 57.403 |
| 2020–2021 | 2 | 20 | Premier League | 38 | 21 | 11 | 6  | 73-44 | 74 | --     |
| 2021–2022 | 6 | 20 | Premier League | 38 | 16 | 10 | 12 | 57-57 | 58 | 72.992 |
| 2022–2023 | 3 | 20 | Premier League | 38 | 23 | 6  | 9  | 58-43 | 75 | 73.798 |
| 2023–2024 | 8 | 20 | Premier League | 38 | 18 | 6  | 14 | 85-62 | 60 | 73.532 |

### United in Europa
Manchester United speelt sinds 1956 in diverse Europese competities. Hieronder staan de competities en in welke seizoenen de club deelnam. De edities die Manchester United heeft gewonnen zijn dik gedrukt:
- Champions League (26x)

1993/94, 1994/95, 1996/97, 1997/98, 1998/99, 1999/00, 2000/01, 2001/02, 2002/03, 2003/04, 2004/05, 2005/06, 2006/07, 2007/08, 2008/09, 2009/10, 2010/11, 2011/12, 2012/13, 2013/14, 2015/16, 2017/18, 2018/19, 2020/21, 2021/22, 2023/24
- Europacup I (5x)

1956/57, 1957/58, 1965/66, 1967/68, 1968/69
- Europa League (7x)

2011/12, 2015/16, 2016/17, 2019/20, 2020/21, 2022/23, 2024/25
- Europacup II (5x)

1963/64, 1977/78, 1983/84, 1990/91, 1991/92
- UEFA Cup (6x)

1976/77, 1980/81, 1982/83, 1984/85, 1992/93, 1995/96
- Jaarbeursstedenbeker (1x)

1964/65
- UEFA Super Cup (4x)

1991, 1999, 2008, 2017
Bijzonderheden Europese competities:
| Bijzonderheid                 | Datum      | Tegenstander               | Uitslag | Plaats     | Naam         | Aantal |
| ----------------------------- | ---------- | -------------------------- | ------- | ---------- | ------------ | ------ |
| Hoogste overwinning           | 26-09-1956 | RSC Anderlecht             | 10-0    | Manchester |              |        |
| Hoogste nederlaag             | 18-03-1964 | Sporting Clube de Portugal | 0-5     | Lissabon   |              |        |
| Speler met meeste wedstrijden | 01-04-2014 |                            |         |            | Ryan Giggs   | 158    |
| Speler met meeste doelpunten  | 24-11-2016 |                            |         |            | Wayne Rooney | 39     |

UEFA Club Ranking: 12 (17-11-2024)

## Records & Statistieken

### Top-5 Meeste wedstrijden
| Nr. | Naam           | Nationaliteit | Periode   | Wedstrijden | Doelpunten |
| --- | -------------- | ------------- | --------- | ----------- | ---------- |
| 1   | Ryan Giggs     | Wales         | 1991–2014 | 1001        | 159        |
| 2   | Bobby Charlton | Engeland      | 1956–1973 | 758         | 249        |
| 3   | Bill Foulkes   | Engeland      | 1952–1970 | 688         | 9          |
| 4   | Paul Scholes   | Engeland      | 1994–2013 | 669         | 150        |
| 5   | Gary Neville   | Engeland      | 1992–2011 | 602         | 7          |

## Bekende (oud-)Mancunians

### Spelers
- David Beckham
- George Best
- Éric Cantona
- Michael Carrick
- Bobby Charlton
- Rio Ferdinand
- David de Gea
- Ryan Giggs
- Mark Hughes
- Zlatan Ibrahimović
- Roy Keane
- Matthijs de Ligt
- Romelu Lukaku
- Harry Maguire
- Kobbie Mainoo
- Mason Mount
- Gary Neville
- Phil Neville
- Ruud van Nistelrooij
- Robin van Persie
- Marcus Rashford
- Bryan Robson
- Cristiano Ronaldo
- Wayne Rooney
- Edwin van der Sar
- Peter Schmeichel
- Paul Scholes
- Jaap Stam
- Ray Wilkins

### Trainers
- Rúben Amorim
- Matt Busby
- Alex Ferguson
- Louis van Gaal
- Erik ten Hag
- José Mourinho
- David Moyes
- Ole Gunnar Solskjær
- Ralf Rangnick